# Unhão
Unhão é uma localidade portuguesa do Município de Felgueiras que foi sede da Freguesia de Unhão, freguesia que tinha 3,44 km² de área e 800 habitantes (2011), e, por isso, uma densidade populacional de 232,6 hab/km².
A Freguesia de Unhão foi extinta em 2013, no âmbito de uma reforma administrativa nacional, para, em conjunto com a Freguesia de Lordelo, formar uma nova freguesia denominada União das Freguesias de Unhão e Lordelo da qual é a sede.
Unhão é considerada uma das freguesias mais importantes do concelho de Felgueiras devido ao seu património histórico, cultural,(devido à sua igreja românica sagrada em 1165, mandada edificar por Gonçalo Sousa) e também devido à sua bela paisagem vinícola[carece de fontes?].

## História
Diz-se mesmo que D. Afonso Henriques 1º rei de Portugal aqui passou uma noite.
Unhão, separado do Julgado de Felgueiras, formou concelho em data anterior a 1258, data das inquirições de D.Afonso III. Um município que ao longo dos anos se tornou muito importante. Teve Foral, outorgado por D. Manuel I, em 1515. Em 1517 teve atribuição da Comenda da Ordem de Cristo, passando a ostentar a respectiva cruz nos marcos de delimitação das freguesias do concelho.Nunca chegou, porém, a ser oficialmente considerada vila, um termo que nesse tempo não tinha as conotações actuais. A partir de 1527 era considerada concelho das Terras de Unhão.
Foi sede de concelho entre 1515 e 1836. Era constituído pelas freguesias de Alentém, Lordelo, Macieira, Meinedo, Nogueira, Pedreira, Rande, Sernande, Torno, Unhão, Vila Verde e Vilar do Torno. Tinha, em 1801, 3 863 habitantes. Aquando da extinção as freguesias que constituíam o concelho de Unhão foram anexadas aos concelhos (atuais municípios) de Vizela, Felgueiras e Lousada.

## População
| População da freguesia de Unhão | População da freguesia de Unhão | População da freguesia de Unhão | População da freguesia de Unhão | População da freguesia de Unhão | População da freguesia de Unhão | População da freguesia de Unhão | População da freguesia de Unhão | População da freguesia de Unhão | População da freguesia de Unhão | População da freguesia de Unhão | População da freguesia de Unhão | População da freguesia de Unhão | População da freguesia de Unhão | População da freguesia de Unhão |
| ------------------------------- | ------------------------------- | ------------------------------- | ------------------------------- | ------------------------------- | ------------------------------- | ------------------------------- | ------------------------------- | ------------------------------- | ------------------------------- | ------------------------------- | ------------------------------- | ------------------------------- | ------------------------------- | ------------------------------- |
| 1864                            | 1878                            | 1890                            | 1900                            | 1911                            | 1920                            | 1930                            | 1940                            | 1950                            | 1960                            | 1970                            | 1981                            | 1991                            | 2001                            | 2011                            |
| 561                             | 534                             | 584                             | 531                             | 566                             | 617                             | 640                             | 726                             | 761                             | 833                             | 843                             | 931                             | 983                             | 866                             | 800                             |

| Distribuição da População por Grupos Etários | Distribuição da População por Grupos Etários | Distribuição da População por Grupos Etários | Distribuição da População por Grupos Etários | Distribuição da População por Grupos Etários | Distribuição da População por Grupos Etários | Distribuição da População por Grupos Etários | Distribuição da População por Grupos Etários | Distribuição da População por Grupos Etários | Distribuição da População por Grupos Etários |
| -------------------------------------------- | -------------------------------------------- | -------------------------------------------- | -------------------------------------------- | -------------------------------------------- | -------------------------------------------- | -------------------------------------------- | -------------------------------------------- | -------------------------------------------- | -------------------------------------------- |
| Ano                                          | 0-14 Anos                                    | 15-24 Anos                                   | 25-64 Anos                                   | > 65 Anos                                    |                                              | 0-14 Anos                                    | 15-24 Anos                                   | 25-64 Anos                                   | > 65 Anos                                    |
| 2001                                         | 183                                          | 152                                          | 436                                          | 95                                           |                                              | 21,1%                                        | 17,6%                                        | 50,3%                                        | 11,0%                                        |
| 2011                                         | 135                                          | 107                                          | 427                                          | 131                                          |                                              | 16,9%                                        | 13,4%                                        | 53,4%                                        | 16,4%                                        |

## Património
- Igreja do Salvador (Unhão) ou Igreja Matriz de Unhão

## Personagens ilustres
- Senhor de Unhão, Conde de Unhão e Marquês de Unhão